# Gekiga
Gekiga (劇画, lit. figuras dramáticas) é o termo em japonês usado para definir um movimento mangás para adultos.
O termo foi cunhado por Yoshihiro Tatsumi e mais tarde adotado por outros artistas japoneses. Está linha mais séria não queria que suas obras fossem reconhecidas como mangá, tendo o termo como uma referência quase pejorativa, cunhada de "desenhos irresponsáveis".
Assim como Will Eisner havia usado o termo graphic novel, para diferenciar trabalhos mais sérios de arte sequencial dos quadrinhos comuns ou populares, esses novos artistas japoneses criaram o termo gekigá para designar trabalhos mais adultos dentro dos quadrinhos nipônicos.

## Origem
Yoshihiro Tatsumi começou a publicar seus em 1957. Essas revistas eram bem diferentes da maioria dos mangás da época, que tinham um público-alvo infantil. Essas figuras dramáticas não vieram da leva popular de publicações aquecida por Osamu Tezuka em Tóquio, mas de bibliotecas públicas de Osaka. Essas instituições toleravam publicar e alugar ou vender trabalhos mais experimentais e ofensivos, em contraste com a onda infanto-juvenil de Tezuka.
No final dos anos 1960 e início dos anos 1970, os filhos que cresceram lendo mangá queria algo que visasse o público mais velho e o gekigá atingiu esse nicho. Além disso, esta geração em particular veio a ser conhecido como a geração mangá e ler mangás como uma forma de rebelião (que era semelhante ao papel de rock and roll e hippies nos Estados Unidos). A leitura de mangás era comum na década de 1960 entre os que eram contra o Tratado de Cooperação Mútua e Segurança entre os Estados Unidos e o Japão. Esses jovens se tornaram conhecido no Japão como a "geração mangá".
Devido à crescente popularidade desses quadrinhos originalmente underground, mesmo Osamu Tezuka começou a mostrar a influência dos gekigas, lançando a revista COM em 1967, onde publicou Hi no Tori (Phoenix) e especialmente, em Adolf, produzido no início de 1980. Adolf tem fortes influências a partir de obras de arte de Tatsumi, com um estilo mais realista e definições mais escuras do que a maioria do trabalho de Tezuka. Por sua vez Tatsumi foi influenciado pelas técnicas de contar histórias de Tezuka.
Não só foi a narrativa em gekigá mais pesados, mas também o estilo era mais realista. O gekigá constitui o trabalho da primeira geração de mangakás alternativos. Alguns autores utilizam esta definição original para produzir obras que chocassem.
Como resultado da adoção dos estilos do gekigá por Tezuka, houve uma aceitação de uma grande diversidade de histórias experimentais para o mercado de quadrinhos mainstream comumente referido por críticos como sendo a "Era de Ouro do Mangá". Isso começou em 1970 e continuou até a década de 1980. Em 1977, o escritor Kazuo Koike fundou o programa educacional Gekiga Sonjuku, que destacou a maturidade e a força na caracterização no mangá.
Este período terminou quando as publicações shōnen começaram a se tornar mais comerciais e a influência do gekigá começou a desaparecer. Mais recentemente as publicações shōnen mais tradicionais perderam muita influência do gekigá e estes tipos de trabalhos são agora encontrados em poucas publicações (revistas underground, geralmente seinen). Além disso, outros movimentos artísticos surgiram no mangá alternativo como o surgimento da Garo, que se desenvolveu durante o período em que o gekigá foi introduzido no mercado mainstream e muito mais tarde no movimento La nouvelle manga. Estes movimentos têm substituído o gekigá como os quadrinhos alternativos no Japão.

## Alguns títulos
- A Lenda de Kamui de Sanpei Shirato;
- Kozure Okami (Lobo Solitário), de Kazuo Koike e Goseki Kojima;
- Golgo 13, de Takao Saito;
- Mai - Garota Sensitiva, de Kazuya Kudou e Ryoichi Ikegami;
- Akira, de Katsuhiro Otomo;
- O Vampiro que Ri de Suehiro Maruo
- Crying Freeman, Kazuo Koike e Ryoichi Ikegami;
- Heat, de Yoshiyuki Okamura e Ryoichi Ikegami
- Kubidai Hikiukenin, de Hiroshi Hirata

## Ver Também
- Graphic novel
- Seinen